# HMS Victorious (S29)
HMS Victorious es el segundo submarino de la clase Vanguard de la Marina Real británica. El HMS Victorious lleva el misil balístico Trident, parte principal del sistema nuclear Trident, el elemento disuasorio nuclear del Reino Unido.

## Historial operativo
En noviembre de 2000, mientras viajaba por la superficie, el Victorious encalló en Skelmorlie Bank en el Fiordo de Clyde superior en Escocia.
Se convirtió en el segundo de la clase en reacondicionarse, tiempo durante el cual se le equipó con un reactor Core H para garantizar que el barco no necesite reabastecerse de combustible hasta el final de su vida útil. En 2008, se sometió a pruebas en el mar antes de reanudar las patrullas en 2009.
En 2013, el HMS Victorious completó la patrulla de disuasión número 100 del Reino Unido con un submarino de clase Vanguard.
En 2022, el Victorious se vio obligado a salir a la superficie en el Atlántico Norte después de que se produjera un incendio en un módulo eléctrico. Un portavoz de la Marina Real británica dijo que el submarino no se desplegó activamente en una patrulla continua de disuasión en el mar (CASD), sino que se dirigía a los Estados Unidos para una serie de ejercicios. El Victorious posteriormente regresó a su base de operaciones en Faslane, Escocia.